# Liquid Sky
Pour plus de détails, voir Fiche technique et Distribution.
Liquid sky est un film américain réalisé par Slava Tsukerman, sorti en 1982
Ce film punk de science-fiction tourné aux États-Unis est présenté au Festival des films du monde de Montréal du 13 au 18 août 1982. Il est sorti dans les salles françaises le 20 juin 1984.

## Synopsis
Dans le New-York branché du début des années 1980, Margaret est mannequin et vit chez son amie Adrian, musicienne électro rêvant d’un succès international. Dans leur quotidien évolue Jimmy, mannequin homme, qui partage leur attirance pour l’héroïne (d’où le nom du film, liquid sky étant l’appellation d’alors dans certains milieux), ainsi que la mère de Jimmy qui tente de séduire un prétendu scientifique est-allemand venu étudier les extra-terrestres qui se sont posés au-dessus de l’appartement d'Adrian afin de se gaver des drogues sécrétées par le cerveau humain durant l’orgasme, opération ayant pour effet secondaire la mort du sujet. Les orgasmes étant nombreux au domicile d'Adrian, les morts le deviennent en proportion. À l’inverse de ses partenaires, Margaret ne meurt pas, étant frigide. Mais voulant connaître l’orgasme, elle s’injecte de l’héroïne et meurt à son tour de par le fait des extra-terrestres.

## Distribution
| Acteur            | Rôle             |
| ----------------- | ---------------- |
| Anne Carlisle     | Margaret / Jimmy |
| Paula E. Sheppard | Adrian           |
| Susan Doukas      | Sylvia           |
| Otto von Wernherr | Johann Hoffman   |
| Bob Brady         | Owen             |
| Elaine C. Grove   | Katherine        |

## Récompenses et distinctions
- Festival des films du monde de Montréal - Prix du Jury
- Sydney Film Festival - Prix du Public
- Cartagena Film Festival - Prix spécial du jury pour un impact visuel
- Festival International du Film de Bruxelles - Prix Spécial du Jury
- Cinemanila Festival International du Film - Prix Spécial du Jury

## À noter
- La musique du film, créé en partie par la compositrice d'avant-garde américaine Brenda Hutchinson et son collègue Clive Smith, a en grande partie été conçue avec le Fairlight CMI, un des premiers synthétiseur/sampler. Outre l'option très prononcée de décliner sans limite les canons esthétiques de la mode new-wave, le film est également très marqué par les styles musicaux new wave et cold wave, avec notamment le morceau « me and my rythm box », conçu avec une boite à rythme, appareil émergeant dans le monde de la musique pop de l’époque.
- Le principal thème musical du film a été reproduit par DJ Hell à l'aide notamment d'un Roland SH-101 sur son album de 2009 au sein du titre "I prefer women to men anyway" (qui est une phrase extraite du film et que l'on entend dans cette chanson).